# Secrétaire d'État à l'Éducation du cabinet fantôme
Le secrétaire d'État à l'Éducation du cabinet fantôme fait partie du cabinet fantôme du Royaume-Uni. Il est chargé de la politique de l'opposition sur l'éducation. 
L'actuel secrétaire de l'ombre est Damian Hinds MP.

## Liste des secrétaire de l'ombre
| Secrétaires d'État de l'ombre de l'Éducation et de la Science           | Secrétaires d'État de l'ombre de l'Éducation et de la Science | Secrétaires d'État de l'ombre de l'Éducation et de la Science | Secrétaires d'État de l'ombre de l'Éducation et de la Science | Secrétaires d'État de l'ombre de l'Éducation et de la Science | Secrétaires d'État de l'ombre de l'Éducation et de la Science | Secrétaires d'État de l'ombre de l'Éducation et de la Science |
| Secrétaire de l'ombre                                                   | Secrétaire de l'ombre                                         | Secrétaire de l'ombre                                         | Début de mandat                                               | Fin de mandat                                                 | Parti politique                                               | Cabinet fantôme                                               |
| ----------------------------------------------------------------------- | ------------------------------------------------------------- | ------------------------------------------------------------- | ------------------------------------------------------------- | ------------------------------------------------------------- | ------------------------------------------------------------- | ------------------------------------------------------------- |
|                                                                         | Roy Hattersley                                                |                                                               | 4 mai 1973                                                    | 5 mars 1974                                                   | Labour                                                        | Harold Wilson                                                 |
|                                                                         | Norman St John-Stevas                                         |                                                               | février 1975                                                  | 6 novembre 1978                                               | Conservateur                                                  | Margaret Thatcher                                             |
|                                                                         | Mark Carlisle                                                 |                                                               | 6 novembre 1978                                               | 4 mai 1979                                                    | Conservateur                                                  | Margaret Thatcher                                             |
|                                                                         | Neil Kinnock                                                  |                                                               | 4 mai 1979                                                    | 2 octobre 1983                                                | Travailliste                                                  | Michael Foot                                                  |
|                                                                         | Giles Radice                                                  |                                                               | 2 octobre 1983                                                | 13 juillet 1987                                               | Travailliste                                                  | Neil Kinnock                                                  |
|                                                                         | Jack Straw                                                    |                                                               | 13 juillet 1987                                               | 18 juillet 1992                                               | Travailliste                                                  | Neil Kinnock                                                  |
| Secrétaires d'ombre de l'Éducation                                      |                                                               |                                                               |                                                               |                                                               |                                                               |                                                               |
| Secrétaire de l'ombre                                                   | Secrétaire de l'ombre                                         | Secrétaire de l'ombre                                         | Début de mandat                                               | Fin de mandat                                                 | Parti politique                                               | Cabinet fantôme                                               |
|                                                                         | Ann Taylor                                                    |                                                               | 18 juillet 1992                                               | 20 octobre 1994                                               | Travailliste                                                  | John Smith                                                    |
| Margaret Beckett (1994)                                                 | Ann Taylor                                                    |                                                               | 18 juillet 1992                                               | 20 octobre 1994                                               | Travailliste                                                  |                                                               |
|                                                                         | David Blunkett                                                |                                                               | 20 octobre 1994                                               | 19 octobre 1995                                               | Travailliste                                                  | Tony Blair                                                    |
| Secrétaires d'État de l'ombre de l'Éducation et de l'Emploi             |                                                               |                                                               |                                                               |                                                               |                                                               |                                                               |
| Secrétaire de l'ombre                                                   | Secrétaire de l'ombre                                         | Secrétaire de l'ombre                                         | Début de mandat                                               | Fin de mandat                                                 | Parti politique                                               | Cabinet fantôme                                               |
|                                                                         | David Blunkett                                                |                                                               | 19 octobre 1995                                               | 2 mai 1997                                                    | Travailliste                                                  | Tony Blair                                                    |
|                                                                         | Gillian Shephard                                              |                                                               | 2 mai 1997                                                    | 11 juin 1997                                                  | Conservateur                                                  | John Major                                                    |
|                                                                         | Stephen Dorrell                                               |                                                               | 11 juin 1997                                                  | 15 juin 1998                                                  | Conservateur                                                  | William Hague                                                 |
|                                                                         | David Willetts                                                |                                                               | 1er juin 1998                                                 | 15 juin 1999                                                  | Conservateur                                                  | William Hague                                                 |
|                                                                         | Theresa May                                                   |                                                               | 15 juin 1999                                                  | 18 septembre 2001                                             | Conservateur                                                  | William Hague                                                 |
| Shadow Secretary of State for Education and Skills                      |                                                               |                                                               |                                                               |                                                               |                                                               |                                                               |
| Secrétaire de l'ombre                                                   | Secrétaire de l'ombre                                         | Secrétaire de l'ombre                                         | Début de mandat                                               | Fin de mandat                                                 | Parti politique                                               | Cabinet fantôme                                               |
|                                                                         | Damian Green                                                  |                                                               | 18 septembre 2001                                             | 11 novembre 2003                                              | Conservateur                                                  | Iain Duncan Smith                                             |
|                                                                         | Tim Yeo                                                       |                                                               | 11 novembre 2003                                              | 14 juin 2004                                                  | Conservateur                                                  | Michael Howard                                                |
|                                                                         | Tim Collins                                                   |                                                               | 14 juin 2004                                                  | 6 mai 2005                                                    | Conservateur                                                  | Michael Howard                                                |
|                                                                         | David Cameron                                                 |                                                               | 6 mai 2005                                                    | 6 décembre 2005                                               | Conservateur                                                  | Michael Howard                                                |
| Secrétaire d'État de l'ombre pour l'enfance, les écoles et les familles |                                                               |                                                               |                                                               |                                                               |                                                               |                                                               |
| Secrétaire de l'ombre                                                   | Secrétaire de l'ombre                                         | Secrétaire de l'ombre                                         | Début de mandat                                               | Fin de mandat                                                 | Parti politique                                               | Cabinet fantôme                                               |
|                                                                         | David Willetts                                                |                                                               | 6 décembre 2005                                               | 2 juillet 2007                                                | Conservateur                                                  | David Cameron                                                 |
|                                                                         | Michael Gove                                                  |                                                               | 2 juillet 2007                                                | 11 mai 2010                                                   | Conservateur                                                  | David Cameron                                                 |
| Secrétaires d'État de l'ombre de l'Éducation                            |                                                               |                                                               |                                                               |                                                               |                                                               |                                                               |
| Secrétaire de l'ombre                                                   | Secrétaire de l'ombre                                         | Secrétaire de l'ombre                                         | Début de mandat                                               | Fin de mandat                                                 | Parti politique                                               | Cabinet fantôme                                               |
|                                                                         | Ed Balls                                                      |                                                               | 11 mai 2010                                                   | 8 octobre 2010                                                | Travailliste                                                  | Harriet Harman                                                |
|                                                                         | Andy Burnham                                                  |                                                               | 8 octobre 2010                                                | 7 octobre 2011                                                | Travailliste                                                  | Ed Miliband                                                   |
|                                                                         | Stephen Twigg                                                 |                                                               | 7 octobre 2011                                                | 7 octobre 2013                                                | Travailliste                                                  | Ed Miliband                                                   |
|                                                                         | Tristram Hunt                                                 |                                                               | 7 octobre 2013                                                | 12 septembre 2015                                             | Travailliste                                                  | Ed Miliband                                                   |
| Harriet Harman                                                          | Tristram Hunt                                                 |                                                               | 7 octobre 2013                                                | 12 septembre 2015                                             | Travailliste                                                  |                                                               |
|                                                                         | Lucy Powell                                                   |                                                               | 13 septembre 2015                                             | 26 juin 2016                                                  | Travailliste                                                  | Jeremy Corbyn                                                 |
|                                                                         | Pat Glass                                                     |                                                               | 27 juin 2016                                                  | 29 juin 2016                                                  | Travailliste                                                  | Jeremy Corbyn                                                 |
|                                                                         | Angela Rayner                                                 |                                                               | 1er juillet 2016                                              | 6 avril 2020                                                  | Travailliste                                                  | Jeremy Corbyn                                                 |
|                                                                         | Rebecca Long Bailey                                           |                                                               | 6 avril 2020                                                  | 25 juin 2020                                                  | Travailliste                                                  | Keir Starmer                                                  |
|                                                                         | Kate Green                                                    |                                                               | 27 juin 2020                                                  | 29 novembre 2021                                              | Travailliste                                                  | Keir Starmer                                                  |
|                                                                         | Bridget Phillipson                                            |                                                               | 29 novembre 2021                                              | 5 juillet 2024                                                | Travailliste                                                  | Keir Starmer                                                  |
|                                                                         | Damian Hinds                                                  |                                                               | 8 juillet 2024                                                | en cours                                                      | Conservateur                                                  | Rishi Sunak                                                   |